# Osłabiacz fotograficzny
Osłabiacz fotograficzny – kąpiel fotograficzna stosowana czasami jako kąpiel wykańczająca po wywołaniu i utrwaleniu obrazu fotograficznego. Służy do zmniejszenia gęstości optycznej obrazu przez usunięcie z błony fotograficznej, papieru fotograficznego lub innego podłoża, części osadzonego w ich emulsji osadu srebrowego.
Usunięcie osadu srebrowego odbywa się przez przeprowadzenie metalicznego srebra do postaci związku chemicznego rozpuszczalnego w osłabiaczu, a następnie wypłukanie produktów reakcji.
Mechanizm działania osłabiacza jest skomplikowany, gdyż rozpuszczenie srebra agresywnymi środkami chemicznymi doprowadziłoby do naruszenia lub nawet usunięcia emulsji fotograficznej lub podłoża. Stąd działanie osłabiacza odbywa się dwutorowo: Jeden ze składników osłabiacza przeprowadza metaliczne srebro do postaci jonu srebrowego w sposób bezpieczny dla emulsji i podłoża. Składnik ten musi być odpowiednio dobrany, zważywszy na to, że srebro jest metalem szlachetnym, a przez to mało reaktywnym, a dodatkowo związki srebra są często słabo, bądź w ogóle nierozpuszczalne w wodzie. Dlatego razem z pierwszym składnikiem osłabiacza musi współpracować drugi, który będzie przeprowadzał produkty reakcji pierwszego składnika do postaci dobrze rozpuszczalnej w kąpieli. Stąd pierwszy składnik nazywany jest utleniaczem, a drugi rozpuszczalnikiem.
Osłabiacze można podzielić na chemiczne i optyczne. Osłabiacze chemiczne (bardziej popularne) roztwarzają część srebra obrazu fotograficznego. Natomiast działanie osłabiaczy optycznych polega na zastępowaniu obrazu srebrowego obrazem zbudowanym z barwnych związków chemicznych. Pod względem efektów osłabiania osłabiacze dzieli się na:
- osłabiacze proporcjonalne – zmieniają gęstość optyczną materiału we wszystkich miejscach proporcjonalnie do gęstości początkowej, maleje też kontrast obrazu, np. osłabiacz z nadmanganianem potasu
- osłabiacze superproporcjonalne – zmniejszają gęstość optyczną materiału przede wszystkim w miejscach bardziej zaczernionych, w miejscach mniej zaczernionych robią to w znacznie mniejszym stopniu, np. osłabiacze z nadsiarczanem amonu i kwasem solnym lub chlorkiem sodu, osłabiacz żelazowy
- osłabiacze subtraktywne – zmniejszają gęstość obrazu niezależnie od stopnia zaczernienia, kontrast się nie zmienia, np. osłabiacz Farmera
- osłabiacze subproporcjonalne – zmniejszają gęstość optyczną materiału najmocniej w miejscach mniej zaczernionych przez co wzrasta kontrast, np. osłabiacz z jodem.

Najpopularniejszym osłabiaczem jest osłabiacz Farmera, który charakteryzuje się równomiernym rozjaśnianiem obrazu zarówno w światłach (małe ziarna), jak i w cieniach (duże ziarna). Utleniaczem jest w nim żelazicyjanek potasu K3Fe(CN)6, a rozpuszczalnikiem tiosiarczan sodu Na2S2O3.
Utleniaczami wchodzącymi w skład innych osłabiaczy mogą być:
- nadmanganian potasu KMnO4
- dwuchromian potasu K2Cr2O7
- siarczan żelazawy Fe2(SO4)3
- ałun żelazowo-amonowy NH4Fe(SO4)2
- nadsiarczan amonu (NH4)2S2O8.

Rozpuszczalnikami wchodzącymi w skład innych osłabiaczy mogą być:
- kwas siarkowy H2SO4
- kwas azotowy HNO3
- kwas szczawiowy (COOH) 2
- kwas cytrynowy C6H8O7.